# Столична библиотека
 Тази статия е за библиотеката в София.  За тази в Пекин вижте Китайска национална библиотека.  
Столичната библиотека е библиотечна и културна организация, обслужваща жителите на столичния град София, и представяна от няколко клона в столицата. Централната сграда се намира на площад „Петко Славейков“. В централната сграда се помещава и Общински театър „Възраждане“. Има и филиали в район „Люлин“ и на улица „Сердика“ (до Президентството и Министерския съвет).

## История
По-важни дати:
- През 1885 г. се дава първото предложение за строеж.
- Първият опит за създаване на градска библиотека е през 1897 г.
- Библиотеката е открита на 24 октомври 1928 г. с книжен фонд от 5311 тома.
- Англо-американската бомбардировка над София на 30.03.1944 г. – изгоряла напълно сградата на библиотеката на площад „Бански“ № 3 с целия ѝ инвентар. Според доклад от 25.04.1944 г. на началника на отделението за културни грижи при общината Петър Славински в пламъците са изчезнали около 40 000 тома книги.
- На 1 юли 2001 г. получава статут на регионален културен институт.

## Услуги
Столична библиотека предлага читални за четене и ползване на литература, сводни каталози, заемане на някои книги (не всички се заемат) и ползване на компютри и Интернет благодарение на проект Глобални библиотеки.

## Съвместителство
В централния клон на Столична библиотека от 2 години се помещава Руски център.

## Директори[1]
Информацията в списъка подлежи на допълване.
- Коста Вълев (1929 – 1932)
- Никифор Ганев (1932 – 1941)
- Орлин Василев (1941)
- Щиляна Аврамова (1968 – 1982)
- Николай Антонов (1984 – 1988)
- Рахила Любомирова (1989 – 1991)
- Георг Краев
- Ана Серафимова (1994 – 1995)
- Надежда Александрова (1995 – 1998)
- Георги Белчев (1998 – 2008)
- Михаил Белчев (2008 – 2013)
- Юлия Цинзова (2013 – понастоящем)

## Архитектура
Сградата на Столичната библиотека е построена по проект и под ръководството на архитект Виктория Ангелова (1902 – 1947). Сред най-представителните нейни проекти е сградата на Министерството на обществените сгради, пътищата и благоустройството (в която се помещава днес Столичната библиотека), строена след спечелен вътрешен конкурс на Министерството през 1926 г., като 4-та зала (№ 403) носи нейното име „Виктория“, а до входа ѝ паметен надпис припомня на посетителя заслугите на талантливата българска архитектка. Върху цялостния облик на постройката са отразени също творческите виждания на арх. Г. Овчаров и Й. Йорданов (сградата е достроявана през 1930-те години с допълнително крило към ул. „Раковски“).
Фасадата на сградата е представителна, решена в духа на опростената класика, вертикално разчленена с голям ред пиластри. Входът е разположен централно в ризалит и оформен от троен мотив чрез апликирани квадратни колони и атика. Разчленен касетъчен корниз завършва 5-ия етаж. Входът на вратите е украсен с 3 каменни глави и монументална скулптурна композиция от 2 седящи фигури – жена, олицетворяваща архитектурата, и мъж – строител, с автори М. Иванов, К. Шиваров и Ст. Пейчев.
Разработката на интериора носи стиловите белези на сецесиона, като в нея са включени и видимите конструктивни елементи – колони, оформени в ранна класика от мраморизиран варовик, и греди с вити декорирани конзоли. Официалното 3-раменно стълбище е монументално, с парапет в комбинация от камък и месинг. Стените са с мраморна облицовка, вратите също са обрамчени с мрамор, подовите настилки са красиви цветни мозайки. Стъклописите са на Харалампи Тачев, изработени от Ф. Зайлер в Мюнхен.